# Klosterbacken, Örebro

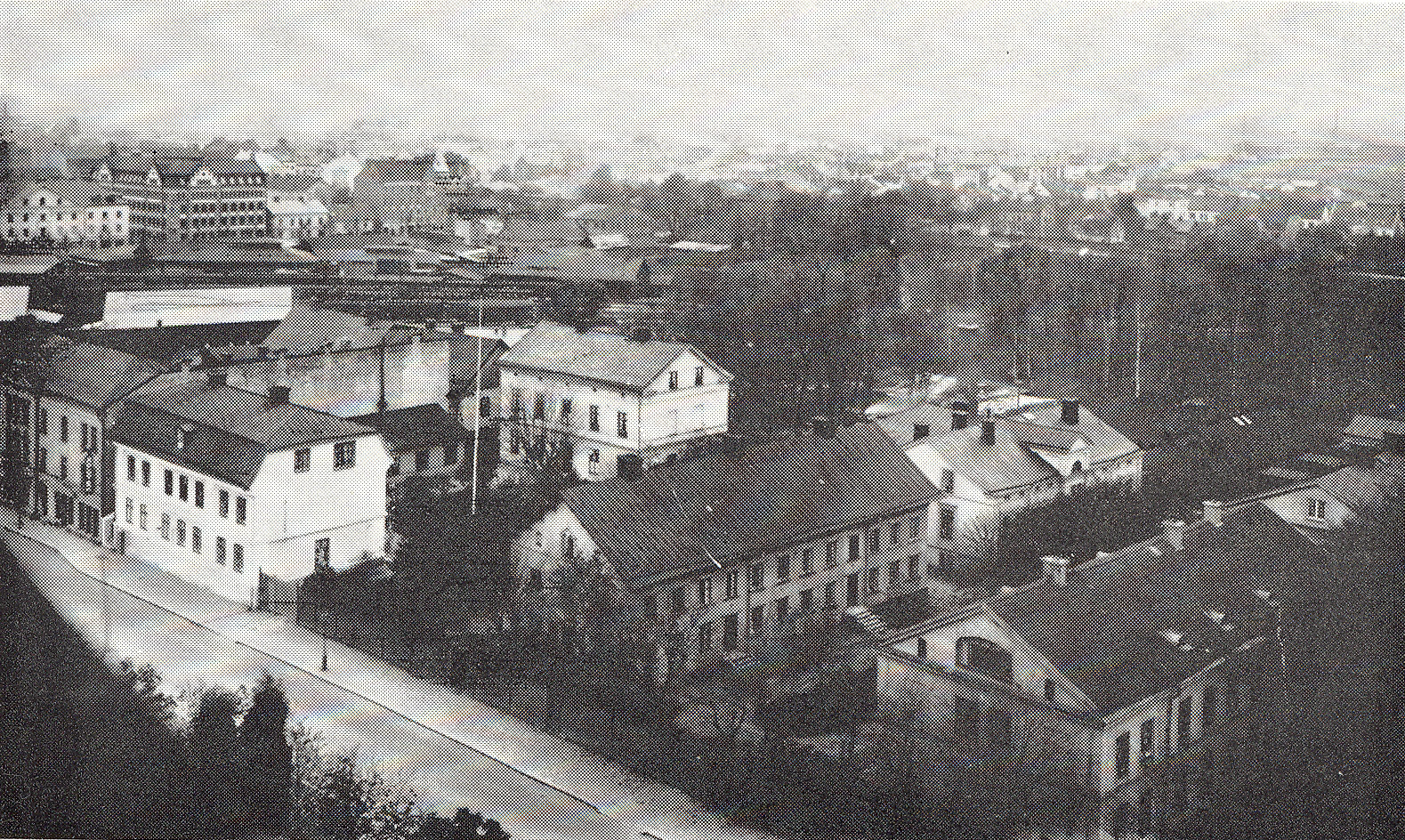
I förgrunden ses byggnaderna som ingick i "försörjningsanstalten", senare Norra sjukhemmet (nu rivna). Det vita huset till vänster är Örebro hospital (finns kvar idag). Året är 1930.

Klosterbacken kallas ett kommunalt vårdboende i Örebro. Adressen är Ribbingsgatan 12, tidigare Storgatan 33. Intill Klosterbacken ligger den landstingsdrivna Olaus Petri vårdcentral.
Området har gamla sjukvårdsanor. Vid medeltidens slut fanns i närheten Örebro kloster, ett karmeliterkloster, där ett dussintal läkekunniga munkar vårdade fattiga och sjuka. Omedelbart söder om Klosterbacken ligger det 1782 uppförda Örebro hospital, som fram till 1892 var Örebros sjukhus.

## 1854–1952
Där Klosterbacken nu ligger (med adress Storgatan 33), byggdes 1854 bostäder av Arbetarnas bostadsbolag, för att råda brist på bostadsbristen för stadens arbetarbefolkning. Bostäderna inköptes år 1863 av kommunen, för att bli grundstomme i Örebro stads arbets- och försörjningsanstalt, i folkmun kallat "Träffen". Detta var ett dåtida sjuk- och ålderdomshem. År 1875 uppfördes ytterligare en byggnad, utmed den nutida Ribbingsgatan. Den äldre byggnaden (t.v. på bilden) utnyttjades för manliga patienter, och den nyare (t.h. på bilden) för kvinnliga. År 1894 införlivades även den gamla byggnaden Örebro hospital i verksamheten. C:a 100 personer "försörjdes" på området i slutet av 1800-talet. Senare döptes detta komplex om till Örebro stads vårdhem.

## Psykiatrisk sjukvård
År 1928 tillkom en ny stor byggnad på området - nämligen en upptagningsanstalt för sinnessjuka. Den bedrevs av Örebro stad för landstingets räkning. Den låg längre västerut utmed nuvarande Ribbingsgatan. Dit flyttades patienter från sinnessjukavdelningen vid länslasarettet. Den psykiatriska verksamheten, som med tiden kom att bli mer kronikerinriktad, blev 1954 överflyttad till Hålahults sanatorium c:a 20 km norr om Örebro. (Hålahult, som inte längre behövdes som sanatorium, omvandlades därmed till ett vårdhem för lättskötta psykiskt sjuka.) Byggnaden som använts som "upptagningsanstalt för sinnessjuka" kom att ingå i Norra sjukhemmet (se nedan).

## 1952–1992
Genom en lagändring 1952 ålades landstingen ett större ansvar för kroniskt kroppssjuka. Mot bakgrund av detta såldes anläggningen till Örebro läns landsting med tillträde den 1 januari 1954. Byggnadskomplexet kallades härefter Norra sjukhemmet, och hade 139 vårdplatser. År 1964 inkorporerades Norra sjukhemmet i dåvarande Regionsjukhusets verksamhet och kallades därefter Långvårdsklinik I. (Långvårdklinik II var förutvarande Västra sjukhemmet). Ännu en omorganisation skedde i mitten av 1980-talet, då Primärvården tog över verksamheten, som sedan kom att kallas Olaus Petri sjukhem.

## 1992-
I samband med Ädelreformen den 1 januari 1992 tog Örebro kommun åter över ansvaret för sjukhemmet. Lokalerna hade nu blivit slitna och otidsenliga. Några år senare revs de gamla byggnaderna (utom Örebro hospital och intilliggande byggnad), och det nuvarande byggnadskomplexet Klosterbacken uppfördes. Vårdboendet består idag av 71 vårdplatser fördelat på 5 grupper. Grupperna har olika inriktningar – vårdboende, vårdboende för dementa, gruppboende för dementa, korttidsvårdsgrupp och rehabiliteringsenhet.